# Wunibald Löhe
Wunibald Löhe (* 18. Dezember 1869 auf Schloss Polsingen; † 1945) war ein deutscher Verwaltungsjurist und Bezirksamtmann in Stadtsteinach.

## Leben

### Herkunft und Familie

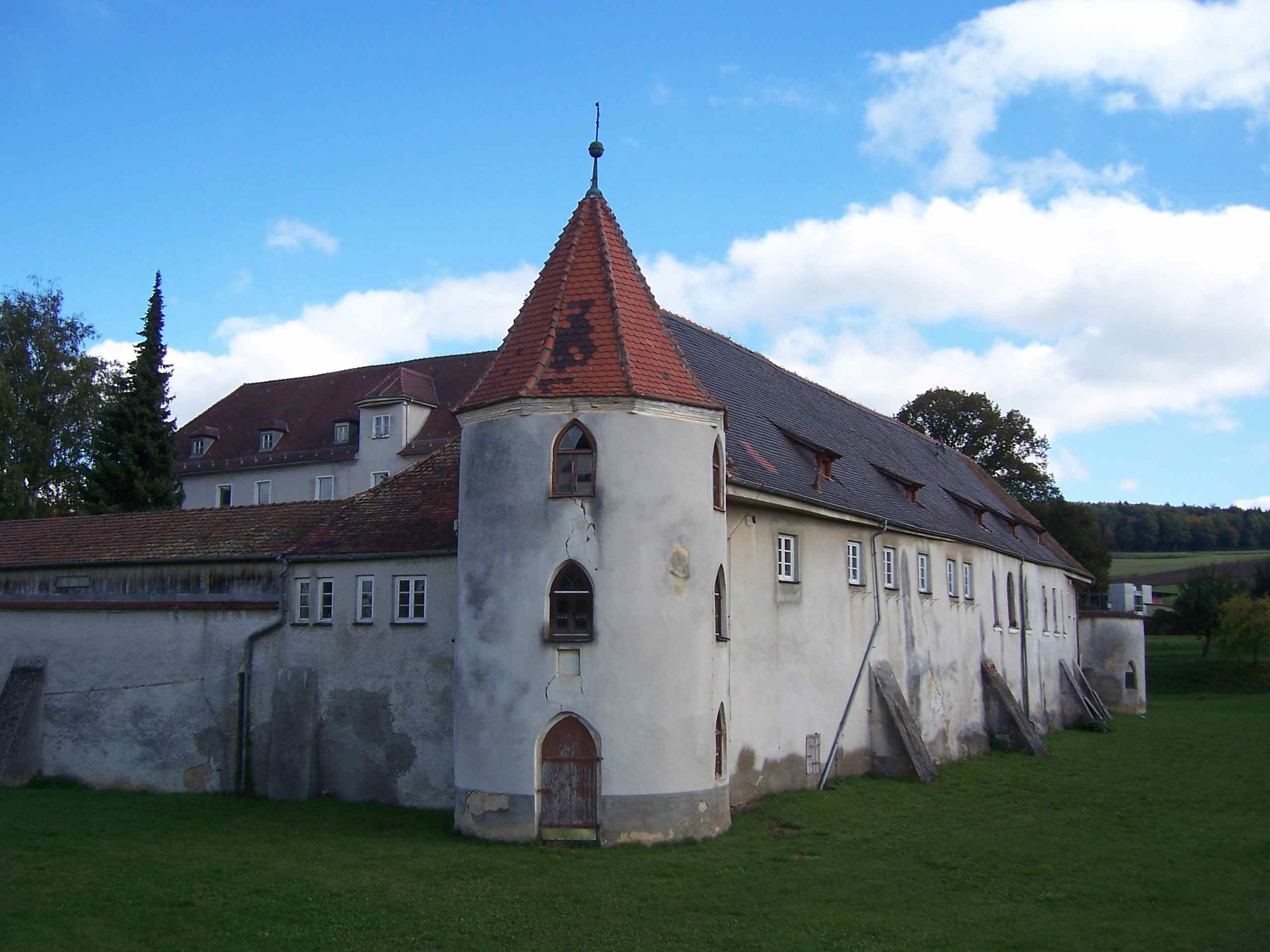
Schloss Polsingen, Geburtsstätte Wunibald Löhes

Wunibald Löhe war der Sohn des Gutsbesitzers Ferdinand Löhe (1838–1906) und dessen Ehefrau Johann Antonie Andreae (1845–1925) und wuchs mit seinen Geschwistern Hans (1866–1935, ⚭ Carla von Keufer-Klepp), Helene (1871–1934), Lukas (1875–1904) und Wilhelm (1880–1916) auf.
Sein Großvater Wilhelm Löhe war evangelisch-lutherischer Theologe.
Wunibald war verheiratet mit Emma Trott. Die Ehe blieb kinderlos. Drei Söhne seines jüngsten Bruders Wilhelm, der im Krieg gegen Frankreich 1916 sein Leben lassen musste,  wurden von ihnen adoptiert.

### Ausbildung und Beruf
Nach dem Abitur studierte er in den Jahren von 1889 bis 1893 Rechtswissenschaften an der Ludwig-Maximilians-Universität München, machte die erste juristische Staatsprüfung und leistete den dreijährigen Vorbereitungsdienst (Referendariat), bevor er 1896 das Große juristische Staatsexamen (Note II/20) ablegte. Als geprüfter Rechtspraktikant kam er zum Bezirksamt Nördlingen, wurde Akzessist bei der Regierung der Oberpfalz und kam zur Geschäftsaushilfe zum Bezirksamt Nürnberg. Bevor er am 1. Februar 1913 zum Bezirksamtmann in Stadtsteinach ernannt wurde, war er als Assessor in den Bezirksämtern Aichach und Bamberg eingesetzt. Leiter des Bezirksamtes Stadtsteinach blieb er bis zu seinem Weggang am 16. Juni 1919 nach Königshofen, wo er Bezirksamtmann (ab 1920 Bezirksoberamtmann) wurde. Dort blieb er nur kurze Zeit und wechselte in gleicher Funktion zum 1. Mai 1921 nach Nördlingen. Zum 1. April 1923 zum Oberregierungsrat ernannt, war er bis zu seiner vorzeitigen Versetzung in den Ruhestand zum 1. Oktober 1934 Leiter der Verwaltung in Nördlingen.

### Widerstand gegen die „Euthanasie“-Maßnahmen der Nationalsozialisten
Dem Nationalsozialismus gegenüber war Löhe nicht grundsätzlich abgeneigt und unterhielt auch Kontakte zu Parteimitgliedern.
1933 geriet er mit örtlichen Parteifunktionären in Konflikt, weil sie bei der Bürgermeisterwahl mit Stimmengleichheit ihren Kandidaten durchsetzen wollten. Gegen den Willen des NSDAP-Kreisleiters setzte Löhe jedoch den bei Stimmengleichheit gesetzlich vorgeschriebenen Losentscheid durch, bei dem der Gegenkandidat der NSDAP gewann. Der Kreisleiter beantragte daraufhin die Absetzung Löhes, die auf Grund der Intervention eines Verwandten Löhes bei Reichsstatthalter Franz Ritter von Epp jedoch unterblieb.
Als die Nationalsozialisten  1934 die Vereidigung aller Beamten auf Adolf Hitler veranlassten, entschied  Wunibald – wegen seines Beamteneides auf Thron und Altar – den verlangten Eid nicht abzulegen und vorzeitig in den Ruhestand zu gehen. Er zog sich nach Polsingen zurück. Dort hatte die Diakonissenanstalt Neuendettelsau 1903 von Wunibalds Vater Ferdinand das überschuldete Schloss übernommen und nach und nach zu einer Einrichtung für Menschen mit Behinderung ausgebaut. Bei der Übernahme des Schlosses spielte Wilhelm Löhe, der 1854 die Diakonissenanstalt Neuendettelsau gegründet hatte, eine bedeutende Rolle. Er errichtete im Schloss eine Filiale der Diakonie Neuendettelsau, die heute noch Zentrum der kirchlichen Behindertenarbeit ist.
Mit Beginn des Krieges begannen die Nationalsozialisten systematisch mit der Ermordung von Kindern mit Behinderungen.
Am Morgen des 10. Dezember 1940 wurde Löhe Augenzeuge, wie aus der Polsinger Einrichtung der Neuendettelsauer Pflegeanstalten etwa dreißig Frauen und Mädchen abtransportiert wurden. Noch am selben Tag protestierte er schriftlich
bei Adolf Hitler. Löhe war sich  bewusst, in welch schwere Gefahr er sich und seine Familie brachte. Nach der Quellenlage ist nicht eindeutig, ob Hitler den Brief überhaupt erhalten hat. Eine Quelle besagt, ein Schulkamerad Löhes habe den Brief abgefangen, um ihn vor Unheil zu schützen. Für diese Version spricht die Tatsache, dass Löhes Handeln ohne Folgen blieb.
Löhe beließ es nicht bei seinem schriftlichen Protest bei Hitler. Im Frühjahr 1941 sabotierte er den Abtransport von Kranken aus der Einrichtung im Polsinger Schloss und wies die Busfahrer an, sofort wieder abzufahren, weil an diesem Tag keine Transporte stattfinden würden. Die Busfahrer waren überrascht, folgten jedoch seiner Anweisung. Als die für den Abtransport zuständigen Parteifunktionäre eintrafen, waren die Busse bereits fort und die Aktion musste um eine Woche verschoben werden. In dieser Woche konnten mehrere Kranke nach Hause geschickt und damit vor der Ermordung gerettet werden. Der NSDAP-Ortsgruppenleiter stellte zwar Nachforschungen an, wer die Busfahrer fortgeschickt hatte, Löhe wurde jedoch nicht behelligt.
1917 war Löhe Mitglied des Alldeutschen Verbandes. Später trat er der Deutschnationalen Volkspartei bei.